# Liesel Matthews
Liesel Matthews, pseudonimo di Liesel Pritzker Simmons (nata Liesel Anne Pritzker; Chicago, 14 marzo 1984), è un'attrice e filantropa statunitense.
Ha interpretato Sara Crewe in La piccola principessa (nell'adattamento cinematografico del 1995 del classico di Frances Hodgson Burnett) e Alice Marshall in Air Force One. È successivamente diventata leader nel settore degli investimenti collettivi e a tal fine, nel 2012, ha fondato la Blue Haven Initiative.

## Primi anni di vita ed educazione
Liesel Anne Pritzker è nata a Chicago, nell'Illinois, nella ricca famiglia Pritzker, figlia di Irene Dryburgh e Robert Pritzker. Suo padre fondò il Marmon Group con suo fratello Jay Robert Pritzker. Il padre è di origine ebraica e sua madre è australiana. I due si incontrarono mentre lei lavorava in un hotel Hyatt di proprietà di Pritzker in Australia; si sposarono nel 1980 e divorziarono nel 1989. Ha un fratello, Matthew Pritzker, e tre fratellastri dal primo matrimonio di suo padre con Audrey Gilbert Pritzker: Jennifer N. Pritzker, Linda Pritzker, Karen Pritzker Vlock. Il suo nome, deriva dal personaggio dell'opera Tutti insieme appassionatamente Liesl von Trapp. È una dei dodici nipoti sopravvissuti del patriarca A.N. Pritzker, un finanziere e industriale che morì nel 1986. Suo zio, Jay Pritzker, è il fondatore della catena Hyatt Hotel e ha posseduto la Braniff Airlines dal 1983-1988. La famiglia controlla il TransUnion Credit Bureau e le Royal Caribbean Cruise Lines. La famiglia Pritzker è stata in cima alla lista delle "Famiglie più ricche d'America" della rivista Forbes da quando la lista è iniziata nel 1982. Liesel Pritzker si è diplomata alla New Trier High School fuori Chicago e si è iscritta alla Columbia University.

## Carriera Attoriale
Liesel Pritzker usa il nome "Liesel Matthews" come attrice sul palcoscenico e sullo schermo, in primo luogo per onorare suo fratello Matthew, e in secondo luogo per evitare conflitti tra i suoi genitori divorziati sul fatto che dovrebbe incorporare il nome del suo patrigno ed essere conosciuta come Liesel Pritzker-Bagley.
Pritzker ha debuttato sul palcoscenico professionistico come Scout in una produzione di To Kill A Mockingbird a Chicago. Ha vinto un Theatre World Award per la sua interpretazione nell'opera "Vincent in Brixton". Ha recitato in due film importanti, La piccola principessa di Alfonso Cuaron e nel thriller d'azione del 1997 di Wolfgang Petersen, Air Force One.
Nel 2002, Pritzker ha interpretato il personaggio di Jenn nel film di Neil Labute The Distance from Here al Almeida Theatre di King's Cross a Londra, con Enrico Colantoni, Ana Reeder, Amy Ryan, Jason Ritter e Mark Webber nel cast. David Leveaux era il regista.

## La causa legale di Matthews contro suo padre
Nel 2002, Pritzker, allora studentessa al primo anno della Columbia University, intentò una causa da 6 miliardi di dollari contro suo padre e undici cugini, sostenendo che questi avevano indebitamente sottratto denaro dai trust stabiliti per lei e suo fratello Matthew Pritzker. All'inizio del 2005, le parti hanno risolto la causa. Questo risultato fece finire gli undici Pritzker nella Forbes 400. Nell'ambito dell'accordo, Liesel e Matthew hanno ricevuto ciascuno circa $280 milioni in contanti e hanno ricevuto un maggiore controllo su altri trust del valore di circa $170 milioni ciascuno.

## Filantropia ed altri progetti
Liesel Pritzker è la fondatrice della Giovani Ambasciatori per le Opportunità (YAO), una rete di giovani professionisti che mirano a ispirare, educare e coinvolgere gli altri in microfinanza e il lavoro di Opportunity Internationale il lavoro di Opportunity International. Nel giugno 2009, ha donato $ 4 milioni a Opportunity International per aiutare a espandere i servizi di microfinanza in Africa. È inoltre, la cofondatrice della IDP Foundation, Inc e Blue Haven Initiative.

## Vita privata
Pritzker è sposata con Ian Simmons, l'erede del Canale Erie e risiede con lui nella zona di Boston, nel Massachusetts.

## Filmografia
| Anno | Titolo                 | Ruolo            | Note                                                                                          |
| ---- | ---------------------- | ---------------- | --------------------------------------------------------------------------------------------- |
| 1995 | La piccola principessa | Sara Crewe       | Nominata - Young Artist Awards come miglior giovane attrice protagonista in un lungometraggio |
| 1997 | Air Force One (film)   | Alice Marshall   |                                                                                               |
| 2000 | Blast                  | Jessie "Orecchi" |                                                                                               |